# Lucia Negro
Lucia Negro, född i Trento, Italien 13 december 1938 är en svensk pianist. Negro flyttade till Sverige 1968, då hon gifte sig med violinisten Gunnar Palm. Hon har spelat med orkestrar som Kungliga Filharmonikerna, Sveriges Radios Symfoniorkester, Göteborgssymfonikerna och Stockholms Sinfonietta.
Lucia Negro studerade vid musikkonservatoriet i Neapel och var pianist i Kungliga Filharmoniska Orkestern från 1982. På 1960-talet vann hon flera priser, bland andra ”Klavierspiel vom blatt” i München 1966 och det 100.000:e pianofortet Petrof vid tävlingen ”Concorso Petrof” i Bologna 1963.
Lucia Negro invaldes som ledamot nr 893 av Kungliga Musikaliska Akademien den 10 maj 1994. År 2011 tilldelades Negro medaljen Litteris et Artibus.